# Jacob Mislin

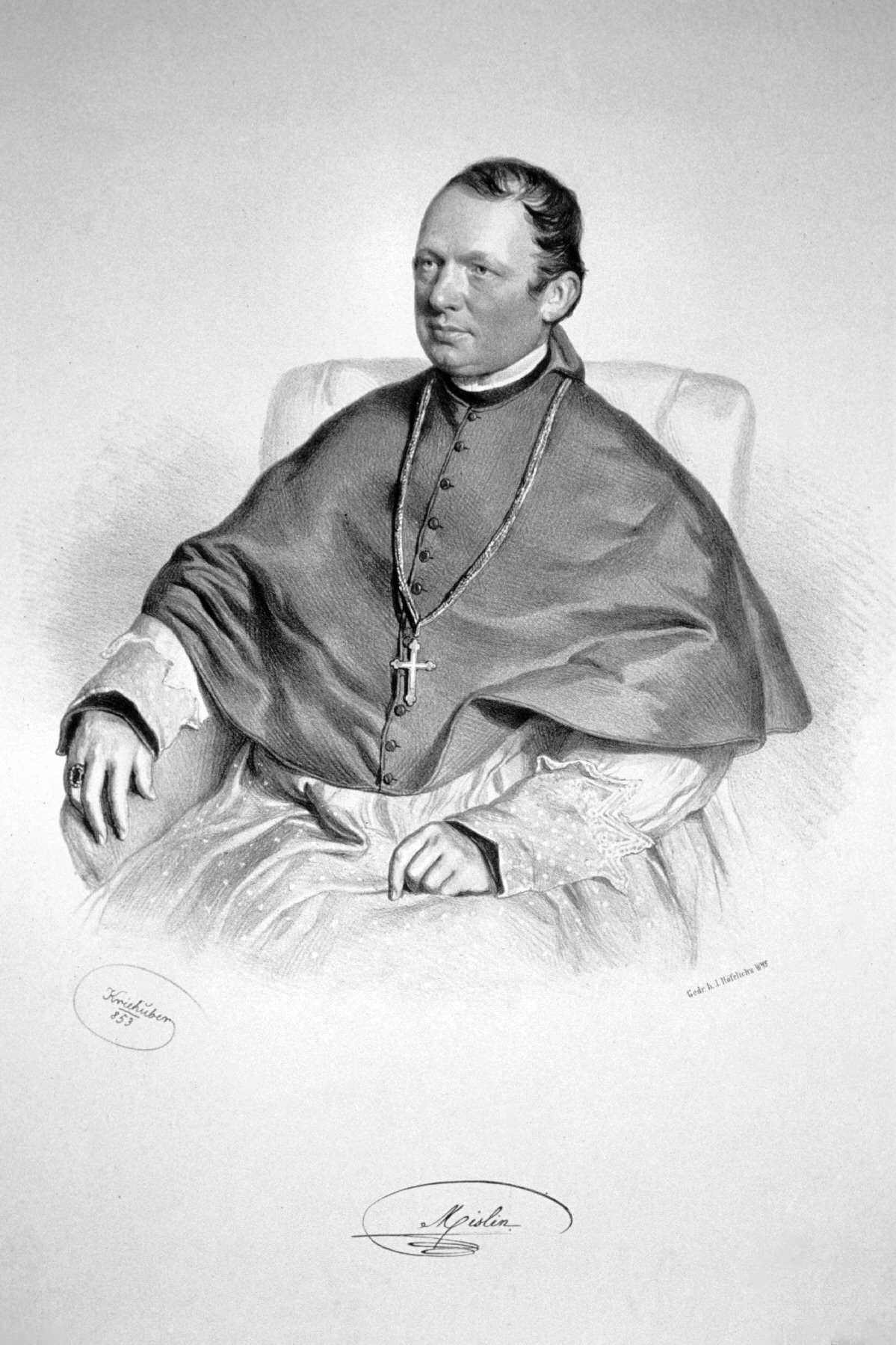
Jacob Mislin (Lithographie von Josef Kriehuber, 1853)

Jacob oder Jacques Mislin, auch Mussling (* 27. Januar 1807 in Durmenach, Elsass; † 6. Dezember 1878 in Wien-Hietzing), war ein Schweizer römisch-katholischer Theologe, Lehrer, Abt und Prälat.

## Leben
Mislin stammte aus ärmlichen Verhältnissen, konnte aber aufgrund der Förderung durch einen Onkel an der katholischen Lehranstalt von Porrentruy Theologie und Philosophie studieren. 1830 empfing er die Priesterweihe. Er war Doktor der Theologie und Philosophie sowie Lehrer und Rektor der Lehranstalt in Porrentruy. Zur Zeit der Juli-Revolution 1830 wurde er entlassen, weil er den Schülern die Marseillaise beibrachte, und fand Unterschlupf im Hause des österreichischen Diplomaten Heinrich Franz von Bombelles. Er vermittelte ihn 1836 an den Wiener Hof, wo er einer der Lehrer der Söhne von Erzherzog Franz Karl von Österreich und seiner Frau Sophie wurde, namens Franz Joseph, ab 1916 Kaiser von Österreich, und Maximilian, ab 1864 Kaiser von Mexiko, wie auch Karl Ludwig und Ludwig Viktor.
Vor der Revolution 1848 pilgerte Muslin von Wien über Budapest und Konstantinopel in das Heilige Land nach Jerusalem, wo er zum Ritter vom Heiligen Grab geschlagen wurde. Sein Pilger- und Reisebericht erschien in mehreren Übersetzungen und Auflagen. Anschließend nahm er zwar Wohnsitz in Wien, war aber Leiter der Bibliothek am Hof der Herzogin von Parma und Piacenza, Marie-Louise von Österreich. Später war er Infulierter Abt der Titularabtei der heiligen Jungfrau Maria von Dég im zentralungarischen Fejér.
Papst Pius XI. ernannte Mislin zum Überzähligen Geheimkämmerer und Hausprälaten (Monsignore) sowie zum Apostolischen Protonotar. Er war Kanoniker der Kathedrale St. Mariä Himmelfahrt in Großwardein sowie Domherr und Mitglied des Domkapitels.
Er war Träger zahlreicher Orden (u. a. von Spanien, Parma) sowie Mitglied mehrerer Akademien. Mislin hat zahlreiche Publikationen verfasst.

## Ehrungen und Auszeichnungen
- Ritter des Ritterordens vom Heiligen Grab
- Komtur des Ordens de Isabel la Católica (Spanien)
- Großkomtur des Erlöser-Ordens (Griechenland)
- Komtur des Leopoldsordens (Belgien)
- Großkreuz des Konstantinordens (Parma)
- Komtur des Ordens des heiligen Jakob vom Schwert (Portugal)
- Großoffizier des Ordens des heiligen Joseph (Toskana)
- Konsistorialrat des Bistums Großwardein

## Schriften
- La grotte de l’empereur Maximilien Ier, dans le mur Saint-Martin, (près d’Innsbruck), Porrentruy 1840
- Les saints lieux (3 Bände), Imprimerie de H. Goemaere Bruxelles, 1852
- Die heiligen Stätten. Pilgerreise nach Jerusalem durch Oesterreich, Ungarn, Slavonien, die Donaufürstenthümer, über Konstantinopel, den Archipel, den Libanon, Syrien, Alexandria, Malta, Sizilien und Marseille. G. J. Manz, Regensburg 1852–1855
- Die heiligen Orte (3 Bände), 1860 Digitalisat
- La Tiera Santa: peregrinación á Jerusalen, 1863[11]